# Centerlesslipning
Centerlesslipning är en rundslipmetod som uppfanns i slutet på 1800-talet för att massproducera komponenter med mycket snäva diametertoleranser. Kullagerindustrin är en typisk användare av metoden. Detaljer som är slipade på detta sätt återfinns bland annat som Axlar och kullager i hushållsmaskiner, axlar i symaskiner, motoraxlar i handverktyg samt motor- och växellådskomponenter i bilar. Maskiner för centerlesslipning tillverkas bland annat av KMT Precision Grinding, produkten LIDKÖPING Centerless.